# Α世代
α世代（アルファせだい）、ジェネレーションα（英: Generation Alpha）は、明確な定義は定まっていないが、概ね2010年代以降に生まれた世代を指すとされる。

## 概要
世代の全てが21世紀に生まれた最初の世代であり、2030年代以降に社会に進出する世代である。主にY世代（ミレニアル世代）の子供世代に当たる。α世代が本格的に社会に進出する時期は早くとも2030年代以降であるため、実際にα世代の特徴が明るみに出る時期はそれ以後となる。
名称は、オーストラリアの世代研究者マーク・マクリンドルが2008年に考案した。Z世代の次世代に当たり、ラテン文字の最後に当たるZの次にギリシャ文字の最初に当たる「α」を採用（アルファベットの進行をリセット）することによって、新たな時代の始まりをイメージした世代名となっており、また一部SNS上では『iPadキッズ』とも呼称されている

## 時代背景
IT革命の次の革命である第四次産業革命 (4IR) の進展と共に成長する新しいデジタルネイティブ世代でもある。当該世代にとっては現実世界とオンラインコミュニティが分かち難く結び付いているため、ネットですら現実の一部として認識している。Z世代との違いでは、学校教育にプログラミング教育が含まれていることや、生まれた時から様々な情報を簡単に統合して扱えるSNSが普及している環境で育つことの影響があるのではないかと指摘されている。

## 展望
定義上世代の始まりに当たる2010年代初頭生まれの人が、2040年代初頭あたり（30代あたり）に人工知能 (AI) におけるシンギュラリティ前夜を迎えることが期待されるため、α世代がインターネット登場級・以上の社会的インパクトを若年期に継続して受けることが期待される。具体的には、既に2020年代初頭の時点で人工知能や量子コンピュータが難問解決を達成し始めており、それらの成果の産業応用が進むことで、今以上にテクノロジーと人間の融合が進み、人間の定義が様変わりする程に破壊的な変化が社会の至る所で起きるようになると言われているが、そういった世界の中でα世代が若年期を生きる可能性がある。
前世代のZ世代は「スマホ世代 (iGen)」とも呼ばれ、スマートフォンを手に持ち、画面を見て指で操作する方法がIT利用の中心であった。しかし、今後は超小型のITデバイスを環境に多数配置したり、身体に常時貼り付けたり、体内に埋め込んだり、ナノマシンとして注入する可能性も高くなってきており、α世代では人間のサイボーグ化による能力強化が格段に進む可能性がある。イギリスの会計会社グラント・ソーントン (Grant Thornton) によると、α世代は人類史上最も長生きで豊かな世代になると予想されている。またα世代は地球上で毎週280万人以上が出生し、2025年頃には、その数約20億人となる歴史上最大数の世代に成長するともいわれている。
α世代の次の世代名としてβ世代（ベータ世代）、ジェネレーションβ (Generation Beta) という呼称もあるが、現状明確に定まったものではない。